# Ханс Фугер
Ханс Фугер (на немски: Hans Fugger; * вер. 1350; † ок. 1408/1409) е родоначалник на род Фугер.

## Биография
Той е големият син на Ханс Фугер (* 1320) и съпругата му Мария Майснер (* 1325). Брат е на Улрих Фугер († 1394) и на Клаус Фугер († 1394).
Ханс Фугер се заселва през 1367 г. от село Грабен в свободния имперски град Аугсбург и става жител на града (1370). Той е тъкач и след това започва да търгува с памук от Италия през 14 век.

## Фамилия
Първи брак: през 1367 г. с Клара Видолф (* 1345). Те имат децата:
- Анна (ок. 1368 – 1433), омъжена за Конрад Майтинг
- Кунигунда (* ок. 1370 – млада)
- Ханс (* ок. 1370; † млад пр. 1394)

Втори брак: 10 декември 1380 г. в Аугсбург с Елизабет Гфатерман († 1436). Те имат децата:
- Андреас Фугер Богатия (1406 – 1457), прародител на род Фугер „от сърната“ („vom Reh“), женен 1431 г. за Барбара Щамлер фом Аст († 1476)
- Петер († 1398)
- Якоб Фугер Стари Богатия (1398 – 1469), прародител на Фугер „от Лилията“ („von der Lilie“), женен на 13 април 1441 г. за Барбара Безингер (1419 – 1497)
- Михаел († 1398)